# Município de Aid (condado de Lawrence, Ohio)
Localização do Ohio nos E.U.A.
O município de Aid (em inglês: Aid Township) é um município localizado no condado de Lawrence no estado estadounidense de Ohio. No ano 2010 tinha uma população de 875 habitantes e uma densidade populacional de 8,25 pessoas por km².

## Geografia
O município de Aid encontra-se localizado nas coordenadas 38° 38′ 43″ N, 82° 31′ 57″ O. Segundo o Departamento do Censo dos Estados Unidos, o município tem uma superfície total de 106.03 km², da qual 105,51 km² correspondem a terra firme e (0,49 %) 0,52 km² é água.

## Demografia
Segundo o censo de 2010, tinha 875 pessoas residindo no município de Aid. A densidade de população era de 8,25 hab./km².